# Блендфордия
Блендфордия (Blandfordia) — род цветковых растений, выделяемый в семейство блендфордиевые (Blandfordiaceae), относящееся к порядку спаржецветные. Распространен на востоке Австралии. Виды этого рода также называют рождественскими колокольчиками из-за характерной формы цветка и сроков цветения. Род был назван английским ботаником Джеймсом Эдвардом Смитом в 1804 году в честь Джорджа Спенсера-Черчилля, пятого герцога Мальборо, маркиза Бленфорда.

## Систематика
Единственным родом семейства, как было отмечено выше, является род блендфордия. Семейство блендфордиевые было признано систематиками лишь в последнее время. Система APG III признает статус семейства. Ранее род блендфордия включали в различные семейства.
По информации базы данных The Plant List (на июль 2016), род включает 4 вида::
- Blandfordia cunninghamii Lindl.
- Blandfordia grandiflora R.Br. — крупноцветковая блендфордия
- Blandfordia nobilis Sm.
- Blandfordia punicea (Labill.) Sweet — тасманийский рождественский колокольчик